# Johannes Backhaus (Pädagoge)
 Johannes Christian Nikolaus Backhaus (* 2. März 1826 in Bahlburg; † 27. November 1897 in Osnabrück) war Lehrer und Schulinspektor in Osnabrück.

## Leben
Aus einem Lehrerhaus stammend war für Backhaus die pädagogische Laufbahn schon früh vorgezeichnet. Nach dem Besuch des Lehrer-Hauptseminars zu Hannover bis Neujahr 1849 ausgebildet, wirkte als Lehrer Bardowick und an der Stadtschule in Winsen und wurde im Oktober 1856 an das Johanneum Lüneburg berufen. Nach 10 ½ jähriger Tätigkeit dort berief ihn der Magistrat der Stadt Osnabrück auf Empfehlung des Bürgermeisters Johannes Miquel im Jahre 1867 als Inspektor der Bürger- und Volksschulen in die Hansestadt. Er war außerdem von Oktober 1867 bis Ostern 1873 Leiter der „Evangelischen Knaben-Bürgerschule“ und blieb es nach Umbenennung der Schule in „Evangelische Knaben-Mittelschule“ bis zum 30. September 1895. Als für das Volksschulwesen in der Stadt Osnabrück zuständiger Schulinspektor reorganisierte er die Schule. Er arbeitete einen einheitlichen
Lehrplan für die ihm unterstellten Schulen aus, der auch über die Grenzen Osnabrücks hinaus Verbreitung fand. Als pädagogischer Schriftsteller gab Backhaus mehrere Lehrbücher heraus. 1872 war er, der sich von Anfang an rege in der Lehrervereinsbewegung betätigt hatte, Mitgründer des Landesvereins Preußischer Volksschullehrer, dessen Vorsitz er 1873–1875 und 1876/77 innehatte. Von 1871 bis zu seinem Tode stand er dem Bezirkslehrerverein Osnabrück vor. Die berufsbildende Backhausschule (BBS Pottgraben) und der Johannes-Backhaus-Weg sind nach ihm benannt.